# Споменик војнику ослободиоцу (Трептовер)
Споменик војнику ослободиоцу је монументални споменик и спомен-гробље у парку Трептовер, јужни Берлин. Парк је уређен на темељу нацрта архтекте Јакова Белопољског. Посвећен је 5 000 од укупно 80.000 совјетских војника погинулим у бици за Берлин 1945. године. Градња споменика започета је 1945, а свечано је отворен 8. маја 1949. године. Овај спомен-парк био је централно место различитих манифестација и комеморација у Источној Немачкој.
Овај споменик је један од три спомен-комплекса посвећених војницима Црвене армије погинулим у бици за Берлин. Остала два су Споменик палим совјетским војницима у Тиргартену и споменик у Панкову.

## Опис
Централна фигура у спомен-парк јесте скулптура совјетског војника, висока 12 метара, који је приказан како у десној руци држи мач спуштен на поломљену свастику, а у левој држи немачко дете. Аутор скулптуре је вајар Јевгениј Вучетич. Према изјави маршала Василија Чујкова, ова скулптура вуче своју инспирацију од гардијског официра Николаја Масалова, који је приликом борби у центру Берлина угрозио свој живот под тешком немачком рафалском паљбом како би спасио трогодишње немачко дете, чија је мајка нестала у збрци.
Испред споменика се простире прилаз с чије је обе стране поређано 16 камених саркофага, симболи 16 совјетских конститутивних република (у то је време 16. република била Карело-Финска ССР, укинута 1956). На саркофазима се на боковима налазе прикази из рата против нацистичке Немчке, а на предњој страни цитати Јосифа Стаљина. Цитати су на једној страни прилаза исписани на руском, а на другој на немачком језику.
На другом крају прилаза уздиже се портал, који подсећа на две совјетске заставе, израђен од црвеног гранита. Подно тих портала су фогуре совјетских војника, који клече у знак почасти. На улазу у комплекс, испред портала стоји скулптура мајке Отаџбине, која јеца над својим погинулим синовима.
Године 2003, централна скулптура је била привремено уклоњена и отпремљена на рестаурацију. Враћена је 4. маја 2004. године.